# Sverges socialdemokratiska vänsterparti (1921)
Sverges socialdemokratiska vänsterparti (SSV) var ett kortlivat politiskt parti, som bildades 25 mars 1921 som en utbrytning ur det ursprungliga Sverges socialdemokratiska vänsterparti som bildats 1917. När det ursprungliga SSV accepterade Tredje internationalens (Komintern) "21 teser" och bytte namn till Sveriges kommunistiska parti (SKP), uteslöts icke-revolutionära element. Dessa, cirka 6 000 personer, kom att omgruppera sig i det nya SSV. Ledare för det nya partiet var Ivar Vennerström.
Västerbottens Folkblad var en av partiets tidningar. Partiets riksdagsmän tillhörde socialdemokratiska vänstergruppen.
Vennerströms SSV deltog i Andrakammarvalet 1921 (fick 3,2 %) och kommunalvalet 1922 (1,8 %).
I internationella frågor anslöt sig SSV till Wieninternationalens arbete. Efter att många partier inom Wieninternationalen i andra länder i Europa slogs samman med dem i Andra internationalen uppstod under hösten 1922 en opinion om att så skulle ske även i Sverige. SSV och Socialdemokratiska arbetarepartiet (SAP) träffades för överläggningar om detta i november 1922, och själva sammanslagningen skedde första halvåret 1923.